# 大雪に対する国土交通省緊急発表
大雪に対する国土交通省緊急発表（おおゆきにたいするこくどこうつうしょうきんきゅうはっぴょう）とは、災害級の大雪・暴風雪が今後予想され、それによる交通網への重大な影響が予想される場合、国民にそれを周知するために国土交通省本省・北海道開発局および各地方整備局、各地方運輸局、気象庁から発出される防災情報である。本省からの情報は水管理・国土保全局防災課、大臣官房参事官(運輸安全防災)、道路局環境安全・防災課、物流・自動車局安全政策課、気象庁の共同で発出される。

## 概要
日本は、国土の約60％が積雪寒冷の度が甚だしい、いわゆる雪寒地域であり、全人口の4分の1程度が暮らしている。日本の雪国の都市はヨーロッパや北米の大都市よりより低い緯度に存在するが、積雪深はそれらの都市よりも多い。そのため、大雪が降ると雪崩や路面が凍結しスリップ立ち往生が起こる。このような災害を防ぐために、道路管理者は凍結防止剤の散布や防雪対策による冬期の安定した道路交通の確保の推進している。それ以外にも鉄道や航空機による輸送にも支障が生じることから、雪による交通麻痺への警戒やタイヤチェーン・冬用タイヤの携行、不要不急の外出を抑制する目的で発出されるのが本情報である。
特に災害級の大雪・暴風雪が予想される場合、車の立ち往生により、緊急通行車両の通行が確保できず、災害応急対策の実施に著しい支障が生じる可能性がある。その場合、積雪寒冷特別地域における道路交通の確保に関する特別措置法や改正災害対策基本法により、道路事業者による移動が可能になるため、本情報では、これらについても情報を発出するとともに、国直轄道路で優先的に除雪や規制を行う「大雪時の予防的通行規制区間」を公表し、それと並行した各種通達・事務連絡により大雪・暴風雪による交通障害の予防を国民、各交通・輸送事業者に周知している。
現に災害の危機が差し迫っているときに発表する大雪（特別）警報や暴風雪（特別）警報といった気象警報・特別警報、顕著な大雪に関する気象情報や、大雪の可能性を伝える早期天候情報とは異なり、異常降雪が起こると確証された際、降雪前に異常降雪の予測と災害予防を行うことを国民に広く周知することに重きを置いている。
本情報が公表されるようになった経緯として、2014年2月に発生した大雪において、関東甲信越地方での記録的大雪により、各地で立ち往生が発生した。これらの立ち往生車両は除雪作業の障害となり、道路の除雪が滞るうちに別の場所で立ち往生が発生し、結果的に数日間に亘って通行止めとなる大規模な立ち往生が発生した。それを教訓に、同年12月9日に「異例の降雪に対する国土交通省対策本部」を常設組織として国土交通省に設け、異常降雪が予測される場合に、過去の類似の気象条件の際に発生した被害や影響を示し、ドライバー等に不要不急の外出を控える等の情報を提供を実施する方針となった。
2020年12月17日には、群馬県みなかみ町藤原でアメダスによる日本記録を更新する199cmを観測するなどの記録的大雪があったが、事前に緊急発表は出されず「見逃し」となった。一方、2022年2月13日には、東京23区に緊急発表を出したが、東京における積雪がゼロの「空振り」となった。

## 過去の発出例
以下に国土交通省に公表されている2015年度冬季から2021年1月6日発表のものを掲載する。本省以外の名称は北海道開発局および各地方整備局・地方運輸局のことを指す。
- 2016年1月17日 - 本省・関東・東北[6]
- 2017年1月12日 - 本省・北海道・東北・関東・北陸・中部・近畿・中国・四国・九州[7]
- 2017年1月23日 - 本省・近畿・中国・四国・九州[8]
- 2017年2月8日 - 本省・近畿・中国・四国・九州[9]
- 2018年1月21日 - 本省・関東[10]
- 2018年1月23日 - 本省・北陸・中部・近畿[11]
- 2018年2月2日 - 本省・近畿・中国・九州[12]
- 2020年12月28日 - 本省[13]・北海道・東北・関東・北陸・中部・近畿・中国・四国・九州
- 2021年1月6日 - 本省[14]・北海道・東北・関東・北陸・中部・近畿・中国・四国・九州

以下に2021年1月11日以降に本省発表のものを掲載する。
- 2021年1月11日[15]
- 2021年1月23日[16]
- 2021年12月24日[17]
- 2022年2月9日[18]
- 2022年2月13日[19]
- 2022年12月21日[20]
- 2023年1月23日[21]
- 2023年2月9日[22]
- 2024年1月22日[23]
- 2025年1月8日[24]
- 2025年2月3日[25]